# Седерхольм, Якоб Иоханнес
Якоб Иоханнес Седерхольм (рус. Якоб Иоганн Седергольм, фин. Jakob Johannes Sederholm; 20 июля 1863, Гельсингфорс, Великое княжество Финляндское, Российская империя — 26 июня 1934, Хельсинки, Финляндия) — российский и финский геолог и петрограф.
В 1893—1933 годах — директор Геологической комиссии Финляндии.

## Биография
Учился в Гельсингфорсе, Стокгольме и Гейдельберге.
С 1888 года — сотрудник Геологической комиссии Финляндии.
В 1897 году совместно с В. Рамзаем организовывали геологическую экскурсию по Финляндии на 7 сессии Международного геологического конгресса в Санкт-Петербурге. Они познакомили экскурсантов с породами докембрийского возраста, гранитами рапакиви, продемонстрировали специфические «архейские фоссилии», вызвавшие бурную дискуссию. Много внимания было уделено также ледниковым образованиям и влиянию ледников на формирование рельефа.

## Научная работа
Геология и петрография докембрийских горных пород Финляндии.
Ввёл в петрографию термин «мигматит» (1907) и разработал учение о мигматитах и теорию классического анатексиса. В 1928 году награждён медалью Мурчисона и медалью Пенроуза. В честь Якоба Седерхольма назван минерал из группы пирротина — седерхольмит (селенид никеля b-NiSe).
По обобщённым данным А. А. Тилло, Я. И. Седерхольма и Ю. М. Шокальского Товариществом А. Ф. Маркса издавалась «Гипсометрическая карта Европейской России», которая вошла в Большой всемирный настольный Атлас Маркса и многократно переиздавалась.

## Членство в организациях
- С 1903 года — член Минералогического общества, почётный член c 1924 года.
- С 1910 года — член-корреспондент Петербургской Академии наук. C 1918 года иностранный член-корреспондент Российской академии наук (с 1925 года — Академии наук СССР).
- Член Сейма 1905—1906 годов
- Член городского совета ГЛПС 1914—1916 и 1918 годов.
- Представитель от Финляндии в решении вопроса Аландских островов в Париже в 1920—1921 годах
- Член, а позже председатель Лиги Наций в Комиссии по Албании 1921—1923 годах.

## Награды
- 1928 — Медаль Мурчисона[5].
- 1928 — Медаль Пенроуза[6].

## Память
- В честь Я. И. Седерхольма был назван минерал седерхольмит — группа пирротина, селенид никеля NiSe.